# وفرة النفط في الثمانينيات

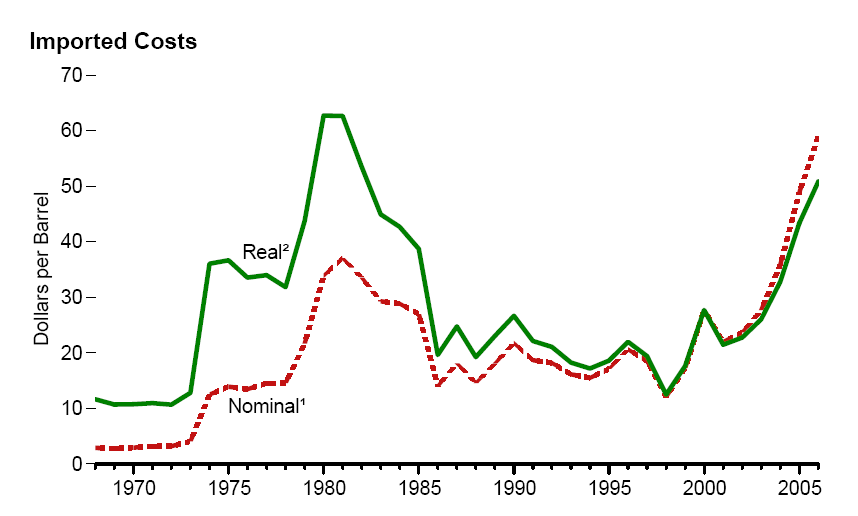
السعر الحقيقي والشكلي للنفط من عام 1968 إلى 2006

كانت وفرة النفط في ثمانینیات القرن الماضي فائضًا خطیرًا للنفط الخام، نجم عن انخفاض الطلب عقب أزمة الطاقة في السبعینیات. بلغ سعر النفط العالمي سنة 1980 أكثر من 35 دولارًا أمریكیًا للبرمیل، ما یعادل 110 دولار للبرمیل سنة 2020 وانخفض عام 1986 من 27 دولارًا إلى أقل من 10 دولارات ( 64 دولارًا إلى 24 دولارًا بأسعار2020).
بدأت الوفرة في أوائل الثمانینیات نتیجةً لتباطؤ النشاط الاقتصادي في البلدان الصناعیة بسبب أزمة السبعینیات، خاصةً عامي 1973و 1979وترشید استھلاك الطاقة بسبب ارتفاع أسعار الوقود. انخفضت قیمة النفط المعدلة بالتضخم من متوسط 78.2 دولار سنة 1981 إلى متوسط 26.8 دولارًا للبرمیل سنة 1986.
في یونیو 1981, أعلنت صحیفة نیویورك تایمز عن «وفرة النفط» ومع ذلك، حذرت الصحیفة لاحقًا من أن كلمة «وفرة» كانت مضللة، وأن الفائض المؤقت قد خفض الأسعار إلى حد ما، ولكن الأسعار لا تزال أعلى بكثیر من مستویات ما قبل الأزمة. دُحضت ھذه الآراء في نوفمبر1981، عندما ذكر الرئیس التنفیذي لشركة إكسون أیضًا الفائض مؤقت، وقال إن كلمة «وفرة» كانت مثالاً على میلنا الأمریكي للغة المبالغة.
وكتب أن السبب الرئیسي للزیادة كان انخفاض الاستھلاك في الولایات المتحدة وأوروبا والیابان، إذ انخفض استھلاك النفط بنسبة ٪13من 1979 إلى 1981جزئیًا، ردًا على الزیادات الكبیرة جدًا في أسعار النفط من قبل منظمة الدول المصدرة للبترول وغیرھا من المصدرین النفطیین، « وھو اتجاه مستمر منذ الزیادة عام 1973.
بعد 1980، انخفض الطلب وزاد الإنتاج ما سبب وفرةً في السوق العالمیة. كانت النتیجة انخفاضًا استمر ست سنوات في سعر النفط، ما جعل السعر ینخفض إلى النصف عام 1986.

## منظمة أوبك
انقسمت آراء أعضاء أوبك حول الإجراءات التي یجب اتخاذھا. في سبتمبر 1985، احتجت المملكة العربیة السعودیة على واقع انخفاض الأسعار، وخفضت إنتاجھا الخاص مقابل الإنتاج العالي في دول أخرى من الأعضاء. سنة 1985، بلغ الإنتاج الیومي نحو 3.5 ملیون برمیل یومیًا، مقابل 10ملایین سنة 1981 خلال ھذه الفترة، كان من المفترض أن یلتزم أعضاء أوبك حصص الإنتاج من أجل الحفاظ على استقرار الأسعار، ومع ذلك، تضخمت احتیاطیات العدید من البلدان لتحقیق مكاسب أعلى. سنة 1985، أعلن السعودیون احتجاجھم على ھذا السلوك وقرروا معاقبة الأعضاء غیر الملتزمین. تخلى السعودیون عن دورھم بوصفھم منتجًا متأرجحًا وبدأو بالإنتاج الكامل، ما خلق فائضًا كبیرًا أغضب الكثیر من زملائھم في أوبك.
أصبحت مرافق إنتاج النفط عالیة التكلفة أقل تكلفةً بل غیر مربحة. وانخفضت أسعار النفط نتیجةً لذلك إلى 7دولارات للبرمیل.

## انخفاض الطلب
أظھر استھلاك الطاقة العالمي في الفترة 1965-2013 انخفاض الطلب على النفط تحدیدًا في أوائل الثمانینیات. اعتمدت أوبك أساسًا على تثبیت سعر الطلب على النفط للحفاظ على الاستھلاك العالي، لكن صاحب ذلك توفر مصادر أخرى أكثر ربحًا. تولید الكھرباء من الفحم والطاقة النوویة والغاز الطبیعي،  والتدفئة المنزلیة بالغاز الطبیعي، والبنزین المخلوط الإیثانول كلھا عوامل أدت إلى انخفاض الطلب على النفط.

استهلاك الطاقة العالمي ، 1965-2013 ، يظهر انخفاض الطلب على النفط بشكل كبير في أوائل الثمانينيات

### الولایات المتحدة
ارتفع اقتصاد استھلاك سیارات الركاب الجدیدة في الولایات المتحدة من 17میلاً للغالون (14 لتر / 100كم) سنة 1978إلى 22میلاً للجالون( 11لتر / 100كم) سنة 1982، أي زیادة بنسبة %30.
استوردت الولایات المتحدة % 28 من نفطھا عامي 1982و 1983، مقارنةً بـ % 46.5عام 1977، بسبب انخفاض الاستھلاك.